# Öppen arbetslöshet
Öppen arbetslöshet var det mått på arbetslöshet som användes i Sverige fram till februari 2007. Måttet angavs som den procentuella andel av arbetskraften (de som kan arbeta) som aktivt söker arbete (är inskrivna hos arbetsförmedling) men saknar sysselsättning. De som studerar men egentligen vill arbeta räknades inte in.
Från februari 2007 ska SCB i stället tillämpa samma mätmetod för arbetslöshet som resten av EU.